# 대만의 기업 목록
아래는 대만(중화민국령)에 소재한 기업을 나열한 목록이다.

## 목록
- ADATA 테크놀로지
- AAEON
- 엑턴 (Accton)
- 아큐시스
- 에이서
- ACTi
- 액티브 디벨럽먼트 (Active Development)
- 어드미터스 (Admitas, Advanced Micro Technologies and Systems Company Limited)
- 에이지 네오보 (AG Neovo)
- AGV 프로덕트
- 에어리티 (Airiti)
- 알칩 (Alchip)
- 얼라인 (Align)
- 얼라이드 컨티넨틀 (Allied Continental)
- 안펑 철강 (An Feng Steel)
- AnMo 일렉트로닉스
- AOC
- AOpen
- 아파서 (Apacer)
- 아레카
- 아리스텔 (Aristel)
- 아거시 리서치 (Argosy Research)
- 아모라이즈 (Armorize)
- ASIX
- 아수스
- 에이텐 테크놀로지
- AU 옵트로닉스
- 오디오 솔루션 (Audio Solution)
- 에이벨류
- 에버미디어 그룹 (AVerMedia Group)
- 뱅크 오브 타이완 (Bank of Taiwan)
- 벤큐 (BenQ)
- 빌리언
- 바이오스타 (Biostar)
- 비트 코퍼레이션
- C-Media
- 캐세이 파이낸셜 홀딩스
- 체인텍 (Chaintech)
- 장화은행
- 청신 러버 (Cheng Shin Rubber)
- 천밍 몰드 (Chenming Mold)
- 치메이 (Chi Mei)
- 중화항공
- 중국인수생명보험
- 차이나 모터 코퍼레이션 (China Motor Corporation)
- 차이나 스틸 (China Steel)
- 차이나 트러스트 상업 은행
- 칭원출판주식회사 (Chingwin Publishing Group, 青文出版社股份有限公司)
- 칩십 테크놀로지 (Chipsip Technology)
- 크로마 ATE
- 춘원철강공업 (Chun Yuan Steel)
- 청화 텔레콤
- Chuntex
- 클레보(Clevo)
- CMC 마그네틱스
- 코일러
- 컴팔 일렉트로닉스
- 컨티넨틀 엔지니어링
- 쿨러 마스터
- CPC
- CSBC
- 사이버링크
- CyWee
- Charder Electronic Co., Ltd.
- 디링크
- 댄치프 엔터프라이즈 (Dan-Chief Enterprise)
- 덕안항공
- 데이터콤 (Datacomp)
- DBTel
- 델타 일렉트로닉스
- DFI
- 다이얼로그 테크놀로지
- 디지털 유나이티드
- 도팟 (Dopod)
- 다이아코
- 타퉁
- 에클레어 (Eclaire)
- 엘리트그룹 컴퓨터 시스템즈
- 성품 서점 (Eslite Bookstore)
- 에바 항공
- 에버그린 마린 (Evergreen Marine)
- 에즈홈테크 (EzHomeTech)
- 에디슨 옵토 (Edison-Opto0
- 위엔둥방직 (Far Eastern Textile)
- 파라데이 테크놀로지
- 파이스톤 (FarEasTone)
- Federal Corporation
- FIC (First International Computer)
- FITEL (First International Telecom)
- 포모사 플라스틱스
- 폭스콘
- 프론트 파이스트 인더스트리얼 (Front Fareast Industrial)
- FSP 그룹
- Fubon Financial Holdings
- 지스킬 (G.Skill)
- 감마니아 (Gamania)
- 지큐브 (GeCube)
- 지니어스
- 지니어스 일렉트로닉 옵티컬
- 자이언트 매뉴팩처링 (Giant Manufacturing)
- 기가바이트 테크놀로지
- 기가미디어 리미티드
- 글로벌 유니칩
- 그랜드 윙 서보 테크 (Grand Wing Servo-Tech)
- 글로벌샛 테크놀로지 (GlobalSat Technology)
- 한스타 디스플레이 코퍼레이션
- Hi-Touch Imaging Technologies
- 홀텍 (Holtek)
- 호타이 모터스 (Hotai Motors)
- Hsin Tung Yang
- HTC
- 아이뷰 (I-View)
- 인포트렌드 (Infortrend)
- Insyde Software
- 인터내셔널 게임즈 시스템 (International Games System)
- 인터서브
- 인벤텍
- IO기어
- JMicron
- 키네시스 인더스트리 (Kinesis Industry)
- 킹맥스 (Kingmax)
- 콜린 (Kolin)
- 크레톤
- Kwang Dah Enterprise
- 케이월드 (KWorld)
- 킴코 모터스
- 래너
- 리드텍 (Leadtek)
- 리안리 (Lian Li)
- 라이트온 (LiteOn)
- 매크로닉스
- MAG 이노비전
- 만다린 항공 (Mandarin Airlines)
- 미디어텍 (MediaTek)
- 메가 국제 상업 은행
- 메가톤 일렉트로닉스
- 마이크로스타 인터내셔널 (Micro-Star International)
- 마이크로텍 (Microtek)
- 밀덱스 옵티컬
- MIPRO
- MiTAC
- 엠스타 세미컨덕터 (Mstar Semiconductor)
- Mustek Systems
- 난야 플라스틱스 (Nan Ya Plastics)
- 난캉 러버 타이어 (Nankang Rubber Tire)
- 네오팩 (NeoPac)
- 뉴 팰리스 인터내셔널 (New Palace International)
- Nichidenbo
- 노바텍 마이크로일렉트로닉스 (Novatek Microelectronics)
- Nuvoton
- OKWAP
- 옵토마
- 퍼시픽 스타 그룹
- 판짓
- 피슨 일렉트로닉스 (Phison Electronics)
- Pou Chen Corporation
- PQI (Power Quotient International)
- 파워칩 세미컨덕터
- 프로미스 테크놀로지
- ProMOS
- 프로톤
- Qisda
- 콴타 컴퓨터 (Quanta Computer)
- QNAP
- 라링크 (Ralink)
- 리얼텍
- 러바 그룹 (Rebar)
- 리텍 (Ritek)
- 록 레코드 (Rock Records)
- 로스맥스 (Rossmax)
- RR 레드 리버 그룹
- 삼포 (Sampo Corporation)
- 산진 (Sangean)
- 시큐리택 어셈블리 그룹 (Securitag Assembly Group)
- 세븐팀 (Seventeam)
- Shanghai Commercial and Savings Bank
- 셰이코
- Shihlin Electric
- Shiatzy Chen
- 셔틀
- SiS (Silicon Integrated Systems)
- 실리콘 터치 테크놀로지
- 실버스톤 테크놀로지
- 시노팩 파이낸셔러 홀딩스 (SinoPac Financial Holdings)
- 스프링소프트 (SpringSoft)
- 선플러스 테크놀로지 (Sunplus Technology)
- SUPoX
- SYM 모터스
- Taichung Commercial Bank
- TCB (Taiwan Cooperative Bank)
- 타이완 파이낸셜 홀딩스 그룹 (Taiwan Financial Holdings Group)
- TFN (Taiwan Fixed Network)
- 타이완 모바일
- 타이완 파워 컴퍼니 (Taiwan Power Company)
- TSMC
- TSC
- Taiwan Tobacco and Liquor Corporation
- 탕엥철공창
- 타퉁 (Tatung Company)
- TECO
- 테콤 (Tecom)
- 테콤 테크놀로지스
- 터세익 테크놀로지 (Terasic Technology)
- 써멀테이크
- 씽킹 일렉트로닉 (Thinking Electronic)
- 썬더 타이거 (Thunder Tiger)
- 타이거 항공 타이완
- 트랜센드 (Transcend)
- 트렌드칩 (TrendChip)
- 율리드 시스템즈 (Ulead Systems)
- 울트라커 테크놀로지 (Ultracker Technology)
- 유니 항공
- Uni-President Enterprises Corporation
- 유나이티드 마이크로일렉트로닉스
- Universal abit
- 유저조이 테크놀로지 (UserJoy Technology)
- 비아 테크놀로지스
- 비보 텔레콤
- VIS
- 반텍 (Vantec)
- 볼트로닉 파워
- 와홍 인더스트리얼 (Wah Hong Industrial)
- Wan Hai Lines
- 원트 원트 (Want Want)
- 윈본드 (Winbond)
- 윈메이트 (Winmate)
- WIS 인터넷
- 위스트론
- XGI 테크놀로지
- 야교 (Yageo)
- Yahorng
- Yang Ming Marine Transport Corporation
- Yctc
- Yufo Electronics
- 위룽 모터 (Yulon Motor)
- ZyXEL
- 스타룩스 항공

## 같이 보기
- 대만의 경제